# Karel Růžička mladší

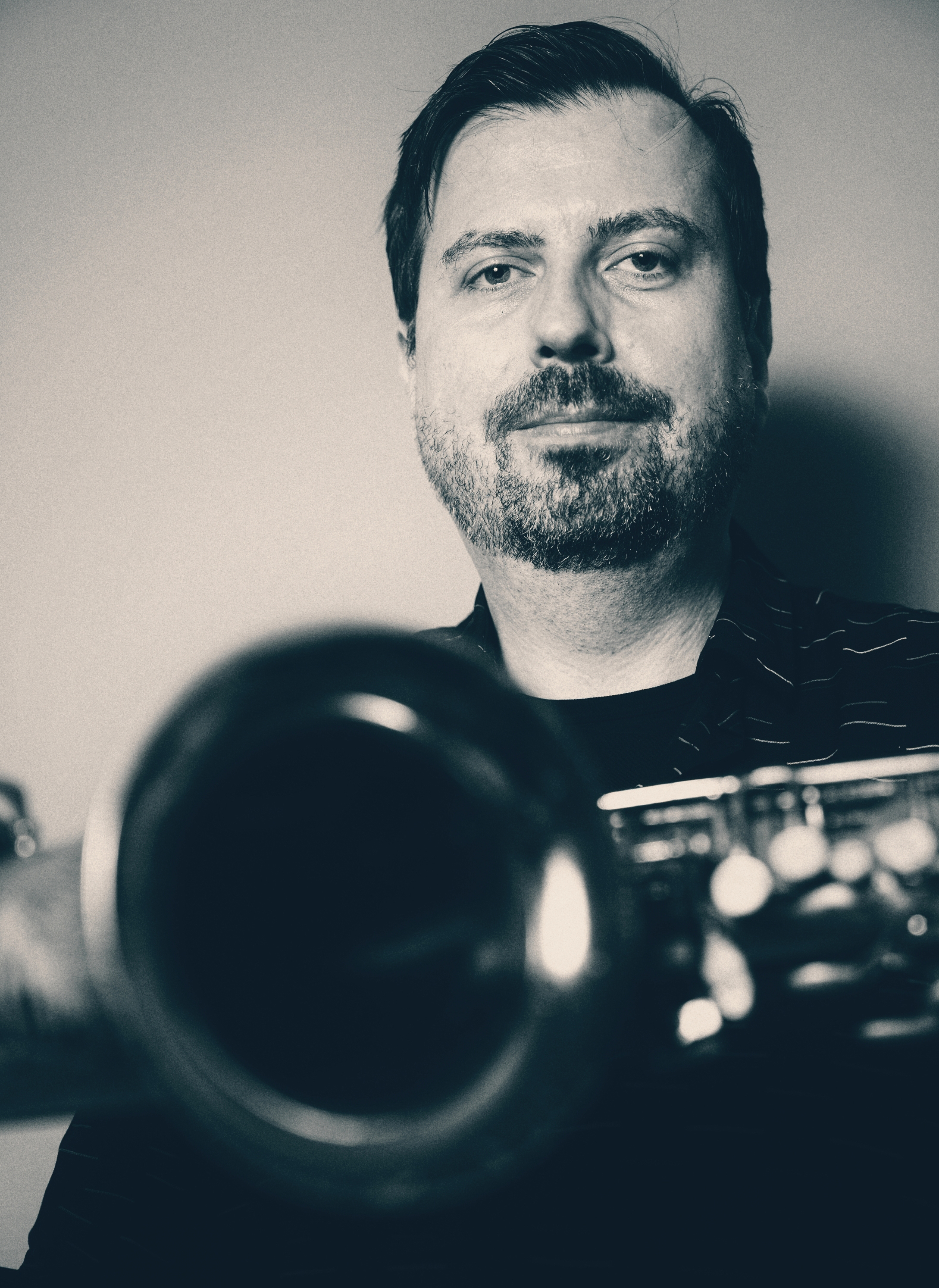
Karel Růžička - saxofonista a skladatel

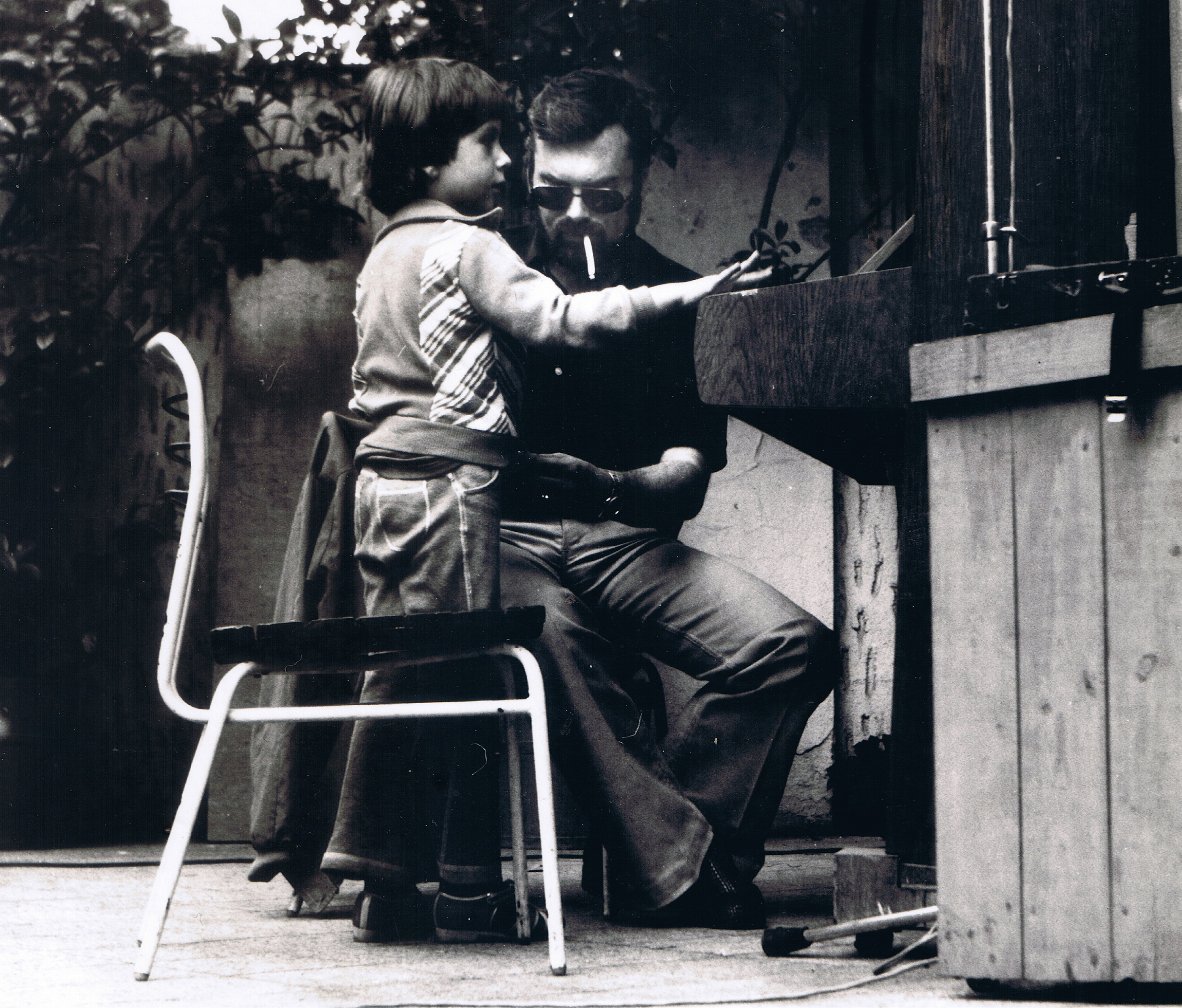
Karel Růžička s otcem - cca 1979

Karel Růžička mladší (*27. července 1973, Praha) je jazzový hráč na saxofon a skladatel.

## Životopis
Jeho otcem byl klavírista, skladatel, aranžér a pedagog Karel Růžička. Karel Růžička ml. se jako pětiletý začal učit na zobcovou flétnu u profesora Václava Žilky, ve věku kolem sedmi let prvně zkusil hrát na altsaxofon, díky profesoru Vlčkovi na trumpetu a později na trombon. Studoval na Státní pražské konzervatoři hru na trombon, ale přešel na Konzervatoř Jaroslava Ježka, kde se již věnoval plně zdokonalování hry na saxofon.
V roce 1993 nahrál Karel Růžička ml. s jazzovou kapelou The Four album Space & Rhythm. Aktivně studiově spolupracoval s Michalem Pavlíčkem, Romanem Holým, absolvoval turné s Lucií Bílou. I když v roce 1994 získal možnost stipendijního studia na Berklee College of Music v Bostonu, odjel do New Yorku, kde se stal žákem Boba Mintzera. Po návratu z New Yorku roku 1995 aktivně spolupracoval koncertně s otcem Karlem Růžičkou starším, vystupoval s Lucií Bílou, Kontrabandem Milana Svobody, kapelou J.A.R., B.S.P., s Petrem Hapkou a Martou Kubišovou. Roku 1997 vydal album You Know What I mean, téhož roku se rozhodl zůstat v New Yorku. Podařilo se mu tam brzo vystupovat v prestižním klubu Blue Note.
Karel Růžička jr. je jedním z mála muzikantů, kteří se ve Státech prosadili v jazzové sféře. Z jeho generace je obdobně úspěšný Ondřej Pivec, v roce 2013 spolu nahráli album CPR Electrio. Bývá nazýván českým jazzovým vyslancem v New Yorku. Dlouhodobě koncertně spolupracuje se zpěvákem Michaelem Franksem. I když má domov v New Yorku, často cestuje do Prahy, v době pandemie covidu-19 zůstal v USA, přestože kluby byly uzavřené a koncerty prakticky neexistovaly..
Karel Růžička ml. se podílel na nahrávkách i mimo oblast jazzu – nahrál saxofonové party například pro Moniku Absolonovou, Karla Gotta, Romana Dragouna, Martu Kubišovou nebo Petra Hapku. Na jeho albech se podílí muzikanti jako John Patitucci, Bruce Barth, Jiří Mráz, Jon Cowherd, Nate Smith a Brandon Lewis.

## Diskografie
- Hot Line: Still Calling – 1992
- Monika Absolonová: Monika – 1993
- The Four: Space and Rhythm – 1994
- Karel Ruzicka Sr.: Celebration Jazz Mass – 1994
- Karel Gott: Karel Gott ’95 – 1994
- J.A.R.: Mydli To – 1994
- Roman Dragoun: Stín mý krve – 1995
- Karel Ruzicka Sr.& Big Band Radio Prague: You Are Never Alone – 1995
- Karel Ruzicka Sr.: Flight – 1995
- Marta Kubišová: Bůh Ví – 1996
- Hapka & Horacek: Citová Investice – 1997
- J.A.R.: Mein Kampfunk – 1997
- Karel Růžička jr.: You Know What I mean – 1997
- No Guitars…? – 1998
- Sexy Dancers: Butchers On The Road – 1998
- Spring Rolls Quartet – 1998
- J.A.R.: Homo Funkianz – 1999
- Monkey Business: Why Be In When You Could Be Out – 2000
- Karel Růžička jr.: Brooklyn Moods – 2004[11]
- CPR Electrio – 2013 [12]
- Karel Ruzicka Quartet: Grace & Gratitude – 2018 [13]